# Microlicia lutea
Microlicia lutea är en tvåhjärtbladig växtart som beskrevs av Markgr.. Microlicia lutea ingår i släktet Microlicia och familjen Melastomataceae. Inga underarter finns listade i Catalogue of Life.